# 共同無線

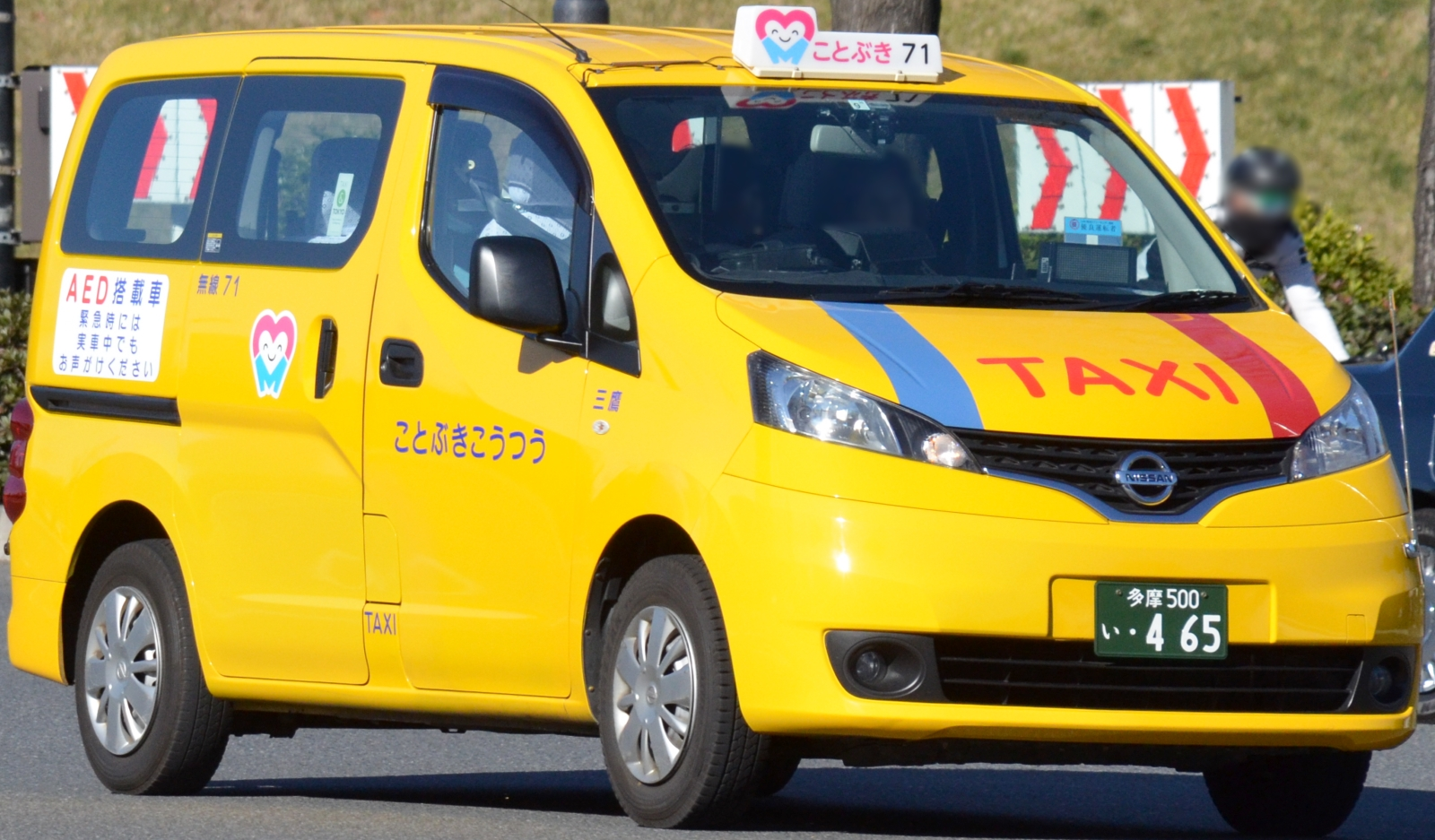
寿交通所属車両
単独無線会社移行後もロゴを変更した上で共同無線カラーを使用

共同無線（きょうどうむせん） とは、かつて存在した日本のタクシー事業者による事業協同組合である。正式名称は共同無線タクシー協同組合（きょうどうむせんタクシーきょうどうくみあい）。
法人番号は、3013305000462。本部を東京都豊島区上池袋1丁目38番5号に置いていたが、2016年（平成28年）4月27日付で東京都板橋区東坂下1丁目13番13号へ移転した。2017年（平成29年）10月24日付で解散。

## 概要
特別区・武三交通圏（東京23区・武蔵野市・三鷹市）を営業区域とするタクシー事業者で構成されていた。
タクシー車両の車体色は黄色時に赤と青のラインが入り、シンボルマークは青地の●に白抜きで「共」の文字を象り、中に日の丸が入るデザインであった。
2015年（平成27年）7月、自社単独営業を選択した寿交通を除く9社が日の丸自動車グループと業務提携。同年10月1日午前7時をもって全ての業務を終了し、日の丸グループへ統合された。
統合後の加盟各社の車両は、日の丸自動車グループカラーに変更した上で、左右前ドア上部には日の丸自動車のロゴ、下部に加盟社名が英字表記される。なお、日の丸自動車グループと提携しなかった寿交通のみが共同無線カラーの車体色のまま営業したが、●共ロゴと社名表示灯は同社独自の「MM無線」へに変更した。

## 沿革
- 1968年（昭和43年） - 東旅ハイヤータクシー事業協同組合として設立。
- 1972年（昭和47年） - 無線営業開始。
- 1984年（昭和59年） - 開成交通が東京無線に移籍のため脱退。
- 1986年（昭和61年） - 共同無線タクシー協同組合に改称。
- 1997年（平成9年） - 柏自動車が大和自動車交通に買収され脱退（大和タクシー→現：大和自動車王子）。
- 1998年（平成10年） - 平安交通が東部無線から移籍。
- 2005年（平成17年）
  - ビゲストが脱退し独自営業へ移行。
  - 東洋交通が日本交通と業務提携のため脱退。
  - キャピタル交通グループでキャピタルモータースが出資するキャピタルオートが黒・濃紺のハイグレードタクシーのみで加盟。
  - さらに他の加盟各社が黒・濃紺のハイグレード車の導入開始。
- 2007年（平成19年） - 配車受付業務を24時間体制に変更[注釈 2]。
- 2010年（平成22年）
  - 日興自動車・日興自動車交通が脱退。数日間独自営業[注釈 3]を経て東京無線に移籍。
  - 中央自動車が日の丸自動車グループと業務提携のため脱退[注釈 4]。
  - キャピタルモータース・キャピタルオート・日生交通が日本交通と業務提携のため脱退。
  - 東京交通自動車が帝都自動車交通と業務提携のため脱退[注釈 5]。
  - 東京交通自動車の子会社の平安交通が脱退し独自営業[注釈 6]に移行。
- 2014年（平成26年） - セントラルタクシー千歳台営業所が三喜タクシーとして分社化。
- 2015年（平成27年）
  - 7月 - 寿交通を除く9事業者が日の丸自動車グループと業務提携契約を締結[2]。
  - 10月1日
    - 午前7時 - 共同無線としての配車業務を終了。
    - 寿交通のみ独自の単独無線会社に移行[3]。
    - 残存9事業者は日の丸自動車グループと無線等を統合。
- 2017年（平成29年）10月24日 - 本組合が解散。
- 2018年（平成30年） - セントラルタクシーがタクシー事業から撤退、都市交通タクシー系列の東京タクシーグループに営業権を譲渡。
- 2021年（令和3年）3月 - 泰進交通がタクシー事業から撤退し、日の丸自動車グループに営業権を譲渡。
- 2022年（令和4年）
  - 1月 - ダイヤ交通がタクシー事業から撤退[4]。
  - 8月 - 幸裕自動車がタクシー事業から撤退、翌年3月にロイヤルリムジングループに営業権を譲渡。

## 解散当時の加盟会社及び営業所

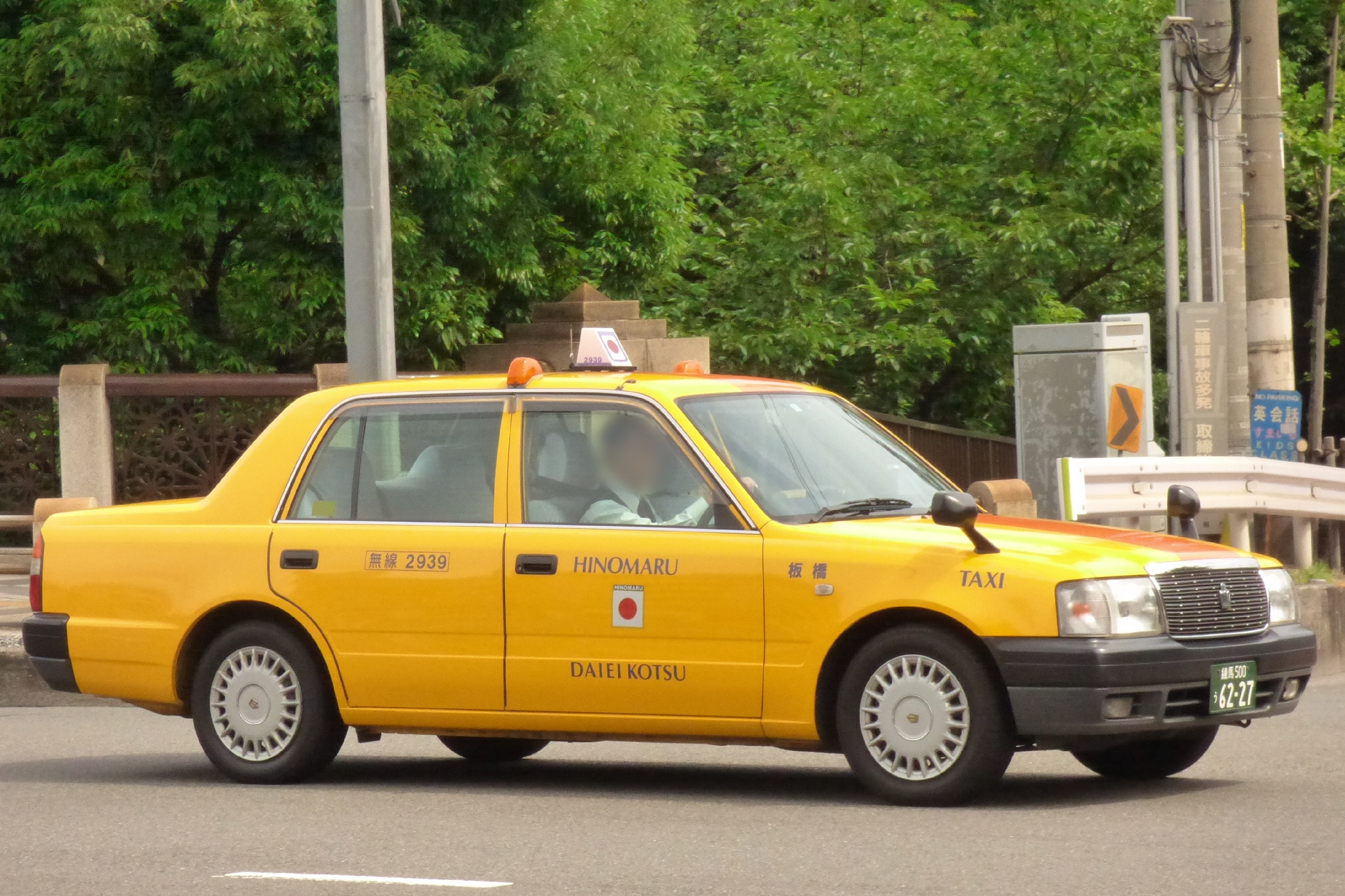
日の丸グループ統合後の大栄交通所属車両

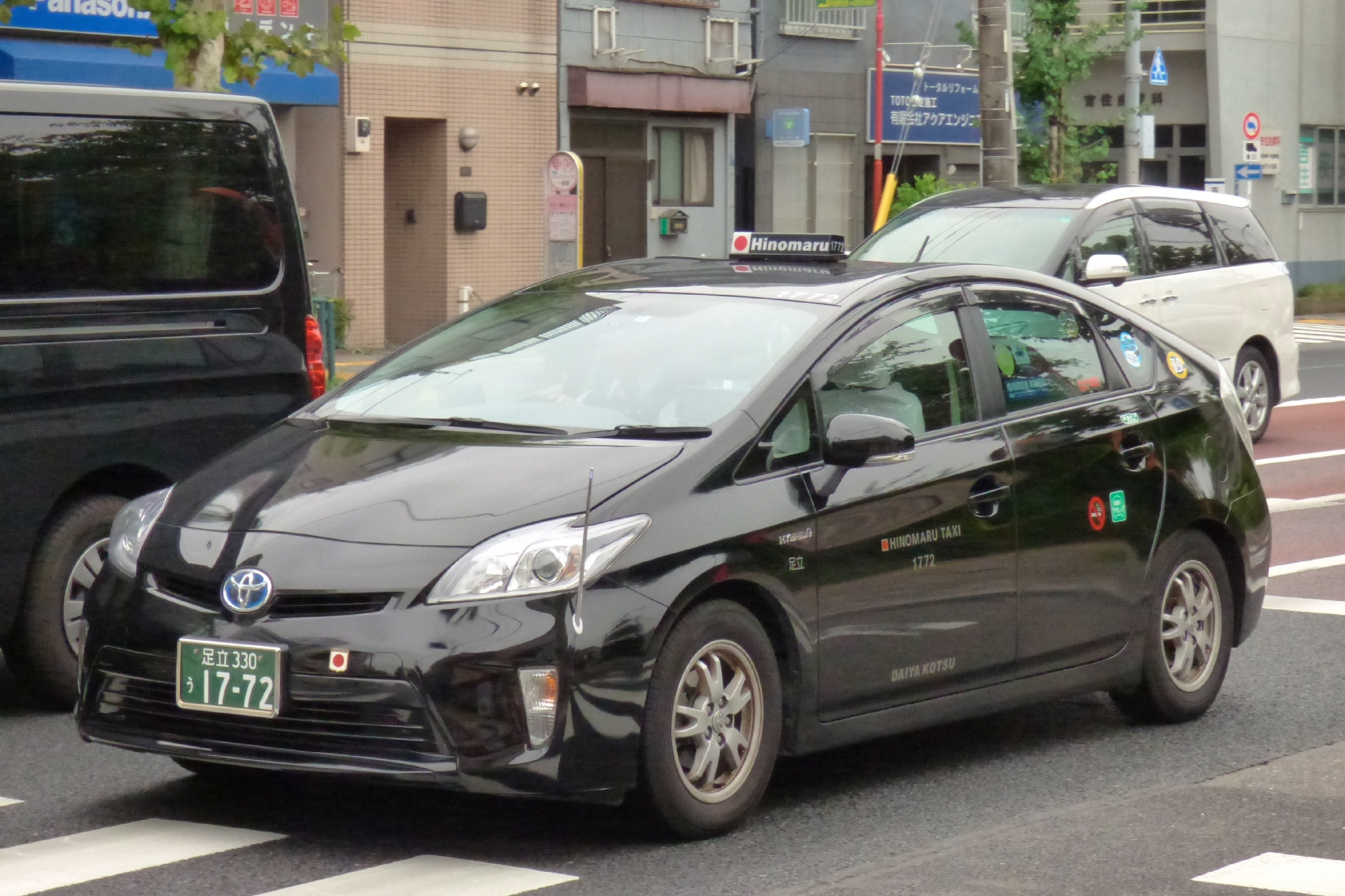
日の丸グループ統合後のダイヤ交通所属の黒塗り車両

| 社名               | 社名               | 所在地         | 備考                                                             |
| ------------------ | ------------------ | -------------- | ---------------------------------------------------------------- |
| 池袋交通           | 池袋交通           | 板橋区幸町     |                                                                  |
| 大井交通           | 大井交通           | 品川区南大井   |                                                                  |
| 幸裕自動車         | 幸裕自動車         | 荒川区西尾久   |                                                                  |
| 寿交通             | 寿交通             | 三鷹市野崎     | 解散後独自営業化、共同無線車色を継続使用                         |
| セントラルタクシー | セントラルタクシー | 世田谷区喜多見 | 旧：板橋交通                                                     |
| 大栄交通           | 東京本社           | 板橋区東坂下   | 神奈川県内の営業所（横浜本社・旭）は神奈川旅客自動車協同組合所属 |
| 泰進交通           | 泰進交通           | 墨田区堤通     |                                                                  |
| ダイヤ交通         | ダイヤ交通         | 足立区保木間   |                                                                  |
| 鳩タクシー         | 鳩タクシー         | 世田谷区世田谷 |                                                                  |
| 三喜タクシー       | 三喜タクシー       | 世田谷区千歳台 | 旧：セントラルタクシー千歳台営業所                               |